# سرخا پایین
سرخا پایین، روستایی در دهستان تخت بخش تخت شهرستان بندرعباس در استان هرمزگان ایران است.

## دسترسی
دسترسی به سرخاء از طریق بندر عباس با مسیر جاده‌ای آسفالت و از طریق مسیر سیاهو - طیفکان قابل دسترسی است.

## جمعیت
بر پایه سرشماری عمومی نفوس و مسکن در سال ۱۳۹۵، جمعیت این روستا برابر با ۱۰۱ نفر (۳۲ خانوار) بوده‌است.